# ガンフロンティア (漫画)
『ガンフロンティア』 (Gun Frontier) は、松本零士による日本の漫画及び、それを原作とするテレビアニメである。1972年から1974年まで『プレイコミック』（秋田書店）誌上で連載。その後、秋田書店より文庫版全3巻（1976年 - 1977年）、文庫版全2巻（1999年）などが発行されているほか、2014年にeBookJapanにて全3巻で電子書籍化。秋田文庫（新版）の第2巻には、眼鏡のガンマン、トチローが登場する読み切り西部劇『西部長屋人別帖』が、“ガンフロンティア外伝”という副題付きで収録されているが、『週刊少年サンデー』1972年8月27号の雑誌初出時に副題はない。

## 概要
見慣れぬサムライサーベルを使うド近眼で小身の東洋人トチロー、その親友で早撃ちの名手ハーロック、謎の美女シヌノラの3人が、トチローの同族を探して西部を旅する西部劇である。トチローとハーロックの2人を除き、大半の登場人物や地名など固有名詞は、下ネタを利用したギャグっぽいネーミングで統一されている。
2年に及んだ青年誌での連載は性描写が多分に含まれ、ありとあらゆるノーマル、アブノーマルセックスを、各話のゲストキャラは勿論、メインヒロインが総てこなしたのも本作の特色である。
松本零士の愛猫ミーくんが本作の連載中に亡くなったため、死んだ飼い猫を抱く男として作者自身が最終話に登場し、吊るし首になりそうなトチローたちを助ける活躍をしている。
2016年から2017年にかけて、 島崎譲によるリブート作品『ガンフロンティア〜ハーロック&トチロー青春の旅〜』が『チャンピオンRED』（秋田書店）で連載。あらすじなどは島崎によると「結構'まんま'」であるが、舞台となる場所は「大宇宙のとある星」と濁されている。また、性表現が多用される作品が多い掲載誌ではあるが、オリジナル版に頻出する性行為は抑え気味となっている。リブート版は2017年5月19日に全1巻の単行本として発売された。

## あらすじ
ここは大西部のガンフロンティア。トチローとハーロックの男２人、そして金髪の美女シヌノラのいつ果てるとも知れない旅は続く。トチローとハーロックはアメリカに漂着した日本人の子孫であり、幼い頃に騎兵隊の襲撃で日本人集落イエロークリークを追われ、散り散りになった同胞を探すために旅を続けていた。同族を裏切って白人社会を楽しんでいる日本人や、騎兵隊への怨みから悪事に走った者にも幾度か出会い、トチローたちは心中複雑。シヌノラが日本民族の抹殺を企てる組織の一員と勘づくも、トチローたちは豪放にも3人旅を続けるのだった。
日本人の剥製を作っている女医サン・ダウナーズと関わったことで、イエロークリークを脱出した日本人のリーダーとされる老人ヒジカタの居場所を知るが、ヒジカタは追っ手から逃れるため腹を切って自決していた。乱交まみれの町に立ち寄った際、トチローは黒髪の女性ミス・イザナミから、日本人の居場所を日本語で記した重要な地図を入手する。それを知った組織はシヌノラの数々の背信行為を見逃す条件に、地図を翻訳するか目的地を突き止めるよう指示するが、すでにトチローたちに情が移っていたシヌノラは、これを拒絶して組織の使者全員を射殺。
旅を続ける中で、トチローとハーロックの人種を調べに来た日本人の女忍者と接触したり、サムライを名乗り日本刀を持つ一党に遭遇するが、人間不信になっている彼らになかなか信用してもらえない。また、シヌノラを誘拐した巨体の荒くれ者リトルビッグペニスを苦戦の末に倒すものの、彼が日本人の情報を持っていたことを後で知ったトチローは、殺してしまったことを後悔する。
やがてイザナミの地図に書かれていた町を経由して出会った日本人孤児グループから、子どもらの姉や母親たちがロッキー山脈の向こうへ行ったことを聞かされ、女だけで厳しい太平洋を渡り日本へ向かったことが分かる。孤児たちは元気よくロッキーを超える馬車の旅に同行するものの、山越えの厳しい寒さで全員死んでしまう。落ち込むトチローは海辺で、逃亡に失敗した日本人が遺した一隻の小舟と、そこにあった僅かな備蓄食糧を発見した。トチローは死をも覚悟の上で、広大な太平洋を小舟で渡る決意をする。シヌノラの胎内に己の子を託し、ハーロックたちとニコヤカに笑いながら別れ、トチローは単身ガンフロンティアを船出するのだった。

## 登場人物
※キャストは後述するアニメ版に登場した時の担当声優。

### メインキャラクター
トチロー
声 - 山口勝平
主人公。くたびれて潰れたウエスタンハットに、茶色のウエスタンポンチョをまとった低身長の東洋人。手が小さいために銃が上手く持てず、極度の近眼で銃の命中率は低い。拳銃の腕前はまるで駄目でも、仕込み刀のようなサムライサーベルの使い手で、接近戦ならほぼ一撃で敵を仕留められる。太刀筋は日本武道の居合斬りに似て、自分の間合いに入っていれば複数の相手も瞬時に斬ることが可能。所持する刀の名前は“練馬之守腹船” 。
作中のアメリカ人たちから“ゴースト・ウェスターナ（幽霊西部人）“と呼ばれている日本人のひとりで、かつてアメリカ本土にあった日本人集落“イエロークリーク”の生き残り。騎兵隊の襲撃を受けて散り散りになった同胞の手がかりを求め、親友ハーロックと共に馬車の旅をしている。幼少時には父、母、姉がいたが、騎兵隊によって惨殺された。なお、アニメ化にあたって、雫（しずく）という妹が新たに設定されている。
集団リンチを受けて全裸にされた時、「一か所だけ立派なのが気にくわねぇ」と言われたように、身長に反して男性器は相当大きいらしく、女をセックスで失神させたことがあるほか、白人の女医が平常の弛緩した陰茎を見て「あなた…ステキね」と誉めている。だが特に精力が強いというわけでもなく、シヌノラのフェラチオで射精した直後、彼女が上に乗り性交に及ぼうとすると「俺、もうダメ」と弱音を漏らした。ウエスタンポンチョをめくると下は裸（アニメでは洋服を着ている）。時には白い越中褌を着用しており、性器には黒い陰毛が生えている。
ハーロック / ウェスターナー・フランクリン・ハーロックジュニア
声 - 竹本英史
トチローの親友のガンマン。片目もしくは両目が前髪で隠れるように描かれているが、隻眼というわけではない。父親はイギリス人とフランス人のハーフ、母親はロシア人とドイツ人のハーフだと話しているものの 、シヌノラが生物学的な調査をした見立てでは、白人などの血が混ざっているがトチローと同じ民族的特徴があり、同族と判断できるという。トチロー同様にイエロークリークの残党（日本人集落の出身）という描写があるが、アニメでは、あるゲストキャラから外国人と呼ばれており、原作とアニメでは設定上の差異がある。トチローの刀の腕前を高く評価している一方、自身も射撃の名手で、銃を構えた背後の敵を瞬時に撃ち倒すことが出来る。
男の友情を重んじるが故に、女を巡って揉めるのを良しとしない性格。トチロー不在時にシヌノラから性的奉仕を受けたあとは、水を汲みに行ってくると口実を作って、トチローとシヌノラを2人きりにするような気が利く所がある。シヌノラが自分たちの種族や旅の目的、そして日本人の居場所を探っていることは勘づいているが、口に出さずに知らぬ顔を通している。
アニメ化にあたって、かつては髑髏の旗を掲げる海賊だった設定が付加された。その頃に日本船に乗っていたトチローと対決して、互いを認め合い意気投合した2人でアメリカに上陸したことになっている。西部のガンマンの前身が海賊というのも突飛に感じられるが、松本零士作品の多くのSF短編と長編漫画に、同じ顔と名前のキャラクターが海賊役で登場していることに由来したオマージュと思われる（→詳細は#松本作品におけるスター・システム参照）。
シヌノラ
声 - 松本梨香
トチロー、ハーロックの旅に同行する美しい白人女性。実はとある組織に所属する、CL-851というコードネームのエージェントで、トチローたちの人種と旅の目的を探るために監視している生物学者。西部の各地で組織の関係者と接触しては、指令を受けたり情報を流しているが、旅の中でトチローたちに情が移り、組織を裏切るようになった。普段は寡黙で感情の起伏が少ない表情だが、性的な快感が極限まで昂ぶると「ひ～っ！」と取り乱した凄い大声をあげるように、往々にして淫らな素顔が現われる。性器には（黒い毛ではない）陰毛が生えている。
西部開拓時代相応の誤った性知識を持ち、性交後は膣内を水で洗えば避妊になると信じている。二穴同時挿入を度々行なっているように、肛門もセックス用途に開発済み。とはいえ限界まで尻の穴が拡がるほどの巨根挿入は初めての経験だったのか、作中で唯一、アナルセックスで絶叫をあげるエピソードがある。全編を通してフェラチオ、イラマチオ問わず、それらの行為中に男性が射精した場合は、口腔内に注がれる精液を自発的に飲んでいる。
性被害には寛容で、暴漢に襲われても自分が気持ちよくなれば問題視しないマゾ気質。人前で全裸になることも、取引のために進んで男に性奉仕することも全く抵抗がない半面、自制が効かないほどセックスに没頭することがあり、現場を目撃したトチローに「(今の私を)見ないで」と懇願する程度には、浅ましい性欲を恥じる心を持っている。
男の精液に対する忌避感が皆無なため、組織の仲間を始め旅の途中で関わった男まで、肉体関係を持つ異性から膣内射精と肛内射精を全て受け入れていたが、最終的にはトチロー相手のセックスで妊娠したことをハーロックに打ち明けた。
雫（しずく）
声 - 横山智佐
トチローの生き別れの妹。アニメ化にあたって設定されたオリジナルキャラクターなので原作未登場。ウエスタンハットに丸眼鏡、茶色のウェスタンポンチョを着た姿は背の高いトチローそのものだが、素顔は前髪を一直線に切りそろえた美少女で兄に全然似ていない。アニメ第10話の回想シーンで初登場、以降第13話（最終回）まで出番あり。兄トチローを慕っており、強い意志と勇敢な心を持っている。
昔から加工技術や細工などが得意で、トチローが所持する日本刀は妹が打った物という設定になっている。日本では優れた技術者であっても女というだけで認められないことから、夢がかなえられる自由の国アメリカに自ら渡ってきた。シヌノラの所属組織にさらわれた彼女は、強制労働で兵器開発に従事させられ、そこで働く同胞たちを励まし続けている（→詳細は#テレビアニメ）。

### ゲストキャラクター
デラメダム
声 - うすいたかやす
語尾に「～ズラ」とつける甲州弁のような訛り言葉で話すフランス系アメリカ人で、ヨーロッパ製の拳銃を愛好する。フルーツパーラーや喫茶店だらけで、酒場も鉄砲屋ない町の管理委員長を務めている。クリーンな町の代表を装いながら、裏では駅馬車強盗を働いており、その事実を見抜いたトチローに刺殺される。実はシヌノラが所属する組織の男でもあり、1日に何度もセックスの相手を務めていたシヌノラは、彼が死んだ後にやや寂しそうな表情を見せた。
ムリグソン
声 - 小山剛志
婦女暴行、殺人、強盗などの罪で懸賞金3万5千円がかけられたお尋ね者。仙台弁のように「～っちゃ」と語尾につける話し方をする。トチロー一行の馬車を襲ってシヌノラを強姦するが、馬肉を担いで逃亡したのが運の尽きで、コヨーテとハゲタカの群れに襲われて虫の息になる。トチローの外見を見ただけで日本人であることに気が付き、その詳細を聞き出そうとしたシヌノラの目前で絶命した。アニメではシヌノラを犯す芝居を打ちながら、彼女から次の目的地を聞き出す組織の男に役割が変えられている。
H・G・トローマン
イエロークリークの襲撃に関わった地質学者S・M・オゾロジーという過去や本名を隠し、現在は保安官を務めている。トチローの父と姉を殺した仇。日本人集落壊滅の原因が自分だと知られることを恐れて、トチロー一行の口をふさごうと殺し屋を差し向けた。インディアンと間違えてイエロークリークを襲ったと弁解をしたが、トチローに首を斬られて死亡。
ヘデルノヤ
声 - 伊藤健太郎
雨が降り続くバーボンタウンで会ったガンマンで、トチローに取引の話を持ち掛けた男。依頼を聞いてくれたらトチローと似た人種の女・マヤと会わせてやるという約束だったが、その依頼内容はマヤの目障りな亭主を殺してもらうことだった。自分の目的が達成されたヘデルノヤは用済みのトチローに発砲する。
マダム・マヤ・C・M・ティバコスル／雪風摩耶（ゆきかぜ まや）
声 - そのざきみえ
バーボンタウンでトチローが会った同胞の女。黒髪の美女で、結婚前の自分の本名（日本名）は指で壁に書いた。トチローが話しかけようとしたところ、ヘデルノヤの邪魔が入って会話は絶たれるが、2度目に会った時は既にヘデルノヤの手によって殺されていた。
ヌラ
トチロー一行が同胞探しに訪れたバーボンタウンで、1回3万5千円でセックスをしている高級娼婦。アメリカ人になりきるため黒い地毛を金髪に染めている日本人で、本名はジョロー。陰毛は黒いままなので白人客に見られないよう、性行為中は必ず部屋を真っ暗にしていた。ヌラと愛人のセックスを日中に覗き見したトチローは、彼女の陰毛が黒いことから探している日本人のジョローだと気づき、仲間探しの旅に誘うが、日本人男性を嫌悪してトチローに銃を向けた。
スルスキー
声 - 小和田貢平
イエロークリークが騎兵隊の襲撃を受けた際、生き残りの日本人から小判をもらって脱出を手引きしたロシア人の中年男。本名はマラガマンコビッチ。アニメでは本名がマダラビッチに変更されている。当時、騎兵隊付の補給大隊だった彼は、日本人を逃がした場所の地図を自分の歩兵銃の中に隠し持っていた。イエロークリークと関りがあることが知られたら殺されると怯えていたが、娘に促されてトチローに地図を渡した。
カテリーナ
声 - 進藤尚美
スルスキーの娘で、日本人を「黄色いサル」と蔑視している狡猾な策略家。気絶させたシヌノラの全裸の股を覗き込んで「お見事ね」と評し、その局部に粘液状の“フランスのお薬”を指で塗りこみ、2人の部下に心ゆくまで犯させた。日本人の居場所が分かる地図をトチローに渡した父を射殺し、その後でトチローを始末して自分がその地へ行こうとしたが失敗に終わる。スルスキーが持っていた地図は道のりの半分しか記されておらず、残りは彼自身の頭の中にあったのだ。
ストライカー、ハードネット
声 - 永野善一（ストライカー）、田邉真悟（ハードネット）
カテリーナ配下の2人組のガンマン。媚薬を性器内に塗りこまれたシヌノラを2人がかりで犯し、途中で邪魔が入る余地もないまま、長時間にわたって彼女を好き放題にした。行為終了後、馬に乗ってカテリーナのもとへ駆けつける途中、やはり馬で追ってきたシヌノラによって2人とも射殺される。
サン・ダウナーズ
西部で開業医をしている女医だが、シヌノラと同じ組織の者で、殺した日本人の人体標本をコレクションする猟奇的な趣味を持っている。腹痛のトチローを連れてきたハーロックとシヌノラを捕らえ、睡眠薬を飲ませたトチローを放置して2人を性的にいたぶる。男性の下腹部をメスで傷付けながら口淫をするサディスティックな性癖があり、拘束したハーロックを口内で射精させて堪能した後に彼を殺そうとするも、トチローの邪魔で失敗。部下のエロクトの企みで大きな馬と交尾させられる。
エロクト
サン・ダウナーズの助手をしているスキンヘッドの屈強な男。後背位の姿勢で台に拘束したシヌノラを犯し続けた。「している時に（シヌノラが）ショック死したら？」と事前にサン・ダウナーズに確認を取ったり、性交中のシヌノラが壮絶な悶え声をあげ続けている点から、常人離れした男性器か性技の持ち主である模様。サン・ダウナーズに気があり、ずっと彼女を虐めたいと思っていた。
ノグソン
声 - 松山鷹志
シヌノラより上の地位にいる組織の上級官。表の顔は新聞社の社長。悪徳保安官の弟と共謀して悪事のし放題だったが、正体が露見してトチローの日本刀で2人とも服を切り裂かれる。全裸で逃亡する途中で、弟ともども何者かによって日本刀で斬り殺されていた。
ドニョール・F・タタンダール
声 - 廣田行生
貴族の称号バロンを名乗る38歳の男。“愛するシヌノラを返していただく”という予告状を出して彼女を拉致した、シヌノラの所属組織と無関係の男。トチローが戸の隙間から覗き見た時、シヌノラは彼の腰に両手でしがみついて献身的にフェラチオをしていた。サーベル勝負でトチローの日本刀に敗れるが、これは亭主かと尋ねるトチローに、シヌノラは「ううん、聞かないで」と言葉少なに答える。
サナエ、アヤメ
声 - 進藤尚美（サナエ） 、 大田詩織（アヤメ）　
黒い忍装束の背中に忍刀を携帯した、細身で精悍な2人組のくノ一で、姿を見せずにトチローとハーロックを見張っていた日本人グループの一派。深夜トチローらの寝床に足音も立てずに現れ、2人が自分たちと同じ民族か性的な方法で調べる。調査の結果、トチローたちを同族と確信するものの、まだ仲間の所へは連れて行けないと不信感を告げて姿を消す。翌朝タタンダールに2人とも殺されていた。アニメでは、トチローを見ただけで日本人と判断したサナエが、ハーロックのことは外国人と言っている
ロック・ベア
大量の石炭を積んだ馬車で山越えをしていた男。数キロ前で左脚は熊に、右腕はコヨーテに喰われてなくなっていた。冬越えのために町に石炭を届けて欲しいとトチローたちに頼み、鍛冶屋をしている日本人の友人ウエモンからもらった短剣を譲って息絶える。トチロー一行は彼の苦労に報いてやろうと、妻が待つという30キロ先の町に石炭馬車を運ぶが、ロック・ベア殺しの濡れ衣を着せられる。
エロチーズ
ロック・ベアの妻。日本人ウエモンを絞首刑にした上、トチローとハーロックを投獄した町長カマドネンと愛人関係にある。夫と暮らしていた家を壊して暖炉の燃料にしている悪妻。四つん這いで縛られている全裸のシヌノラに、ペットの大型犬が発情で勃起しているペニスを挿入したため、愛犬とシヌノラが獣姦している隣のベッドで、カマドネンとセックスに耽っていた。
タロー
イエロークリークで騎兵隊に斬られた傷跡が身体にあり、その怨みから悪事を働くようになった日本人。焚火の番をしていたシヌノラを強姦し、馬車に放火して逃亡。怒りに燃えるトチローは日本人と知らずに斬った後で、酒場の店主から気の毒な彼の過去を聞く。シヌノラはフェラチオでタローの精液を飲んだ時に、トチローたちの物と同じだと気づいていたが、そのことを話せば2人が怒ると思い黙っていたと詫びる。悪党だったのだから気にするなとハーロックと店主は慰めるが、同胞を殺したトチローは悲しかった。
朝香（あさか）
声 - かかずゆみ
殺しの依頼の手紙で、トチローを呼び寄せた日本人の女。彼女の家は日本家屋のような作りで、狭い畳部屋に布団や箪笥があった。トチローとの性交中に、殺して欲しいのは白人保安官の夫だと告げる。朝香の両親は絞首刑で殺され、彼女は保安官から性奴隷のような酷い扱いを受けていた。帰宅した保安官は先ほどまで朝香が別の男と交わっていたことに気付き、床下から現れたトチローに銃を向けるが、彼女はトチローをかばって撃たれてしまう。
ウタマロ
声 - 梁田清之
文明人だけが世界の支配者になれるという選民思想を持ち、イエロークリークが騎兵隊の襲撃を受ける際に、内部から手引きをして同胞を裏切った中年の日本人男性。仲間を売った金で豪邸を建て、若い白人の妻と成金暮らしをしていた。裏切り者を許せないトチローと、日本刀を使った正面対決をする。
ウタマロ夫人
作中で町の人がミセス・ウタマロと呼んでいる、スタイルが良い白人の美女。拳銃の名人として知られ、彼女が夫の身を守っている。ウタマロとのセックスで激しい喘ぎ声をあげている最中、トチロー一味に寝室に踏み込まれた。夫が刀を持ってトチローと共に屋外へ飛び出したあと、全裸にガンベルトを巻いてハーロックに立ち向かうが、早撃ちの勝負に敗れて一瞬で死亡。
舞（まい）
物もらいに化けて、イエローインディアンのトチローと名乗る強姦魔を探していた日本人女性。本物のトチローとセックス中に絶頂感で失神してしまい、介抱を受けたことで自分が探していた奴が偽物だったと知る。白人のシヌノラに警戒するが、そんな舞の目前でシックスナインを始めたシヌノラが、トチローが出す精液を飲んでいる自分を見せつけたことで信じる気になった。偽トチローに犯され、辱めを受けたことで自害する。息絶える前に同胞の居場所を話そうとするが、叶わなかった。
ミス・イザナミ
SALOONイザナミというバーのママで、艶っぽい黒髪の女。日本語で書かれた1枚の地図をトチローに渡し、×印の付いた土地に日本人がいると教える。イザナミの町では日常的に乱交が至る所で行われており、路上でも普通に男女同士で交わっているのが当たり前の光景だった。彼女自身もバーの店内や浴室で複数の男性相手にセックスをしていたが、最終的に嫉妬に狂った男たちの殺し合いに巻き込まれて死んでしまう。彼女の地図は、その後のトチロー一行の旅に大きな進展をもたらした。
アエラ・イグマチオレスト
部下とシヌノラを含む計6人で、サウナの中でグループセックスを行なった、イザナミの町の管理官にしてシヌノラの所属組織のエージェント。イグマチオレストはシヌノラの口、副監理官のイレトールが性器、護衛隊のアナルジャンは肛門、マスキーとカーク・オナニンは右手と左手を担当しつつ、地図を翻訳するか、目的地を確認するようシヌノラに指示を出していた。”一心同体の同志”という彼ら5人が同タイミングでそれぞれの挿入部位で射精すると、彼女は悲鳴とも歓喜ともつかない叫びを上げながら絶頂で果てる。セックス終了後に5人ともシヌノラに射殺された。
スペルマーナ
女だけしかいない町で女性たちの憧れの的になっている, ボーイッシュな外見の女ガンマン。酒場でぶつかったトチローを銃で撃って、ポンチョに火を点けた。ハーロックに銃を突き付けられて全裸でフェラチオをするが、何かに気付いたトチローに斬られる。死んだスペルマーナの右手には、女性器の中に隠していた小型銃が握られていた。
道案内店の女
女だけしかいない町で、道案内の看板を出して営業している成人女性。道を聞きにきたシヌノラを裸で縛りあげ、レズビアンの相手にする。尽きることのない女同士の快楽の海に誘われたシヌノラは、性器を舐められている最中、涙を流すほどの快感に浸っている。
セツコ
声 - 池田ひかる
“女と犬の大エロショー”という看板の見世物小屋で働かされている日本人女性。大勢の客たちの前で、四つん這いになって犬と獣姦ショーをしていた。原作では名前がないキャラクターだが、アニメ化にあたって命名されている。吊るし首になりそうなトチローとハーロックを助けるために火事を起こし、騒ぎに乗じて2人を救出したあと、犬と交わっていた自分を恥じて炎に飛び込み自死する。アニメでは女性と犬の獣姦を描けないため、見世物の内容は普通のストリップショーに変更された。
シタルネン
声 - 宇垣秀成
西部で有名な早撃ちの殺し屋。日本人女性を強姦して殺害し、怒って挑んできたトチローたちを返り討ちにした。2人の命を助けるため抱かれに来たシヌノラを、後背位で突いて悶えさせている最中にトチローの反撃に遭う。セックスを中断して命乞いをするものの、シヌノラの股間から抜いた巨根が、生々しい愛液まみれで濡れて光っているのを見たトチローは大激怒する。シヌノラのフェラチオ奉仕を受けた後、なぜか全裸のまま解放され、そのあとを興奮状態の雌馬が追って行った。アニメでは原作と別の役割を得て、大幅に出番が増えている（→詳細は#テレビアニメ）。
エロール
声 - 進藤尚美
金髪でグラマラスなシタルネンの妻。次々と女に手を出すシタルネンに荒っぽい口調で怒鳴りまくっている、アニメ用のオリジナルキャラクター。下着を下ろして雫を犯そうとしているシタルネンを見て怒ったことで、雫の強姦が未遂に終わった。自分の目の前で夫が倒されて激昂し、トチローに銃口を向けるが、馬で駆け付けたハーロックに撃たれて死亡した。シタルネンが恐妻家の既婚者という設定はアニメ独自のもの。
リトルビッグペニス
洞窟に監禁したシヌノラを、約半日もセックスのトレーニング台にした大男。日本人の男根に劣等感を抱き、30数年も山奥で叩いて鍛えた男性器は鋼鉄級の硬さ。シヌノラですら初めて味わう無尽蔵な精力と凄まじい巨根を持ち、彼女の全身の穴という穴を犯しては、馬肉を喰って休憩の無限ループ。洞窟に救出に来たトチローは、限界まで拡張された肛門と性器に巨大な陰茎を収め、「見ないで」と言いつつ騎乗位で腰を振るシヌノラの股間を直視して激昂する。かつて山のふもとに暮らしていた日本人を知っていたが、トチローはその事実を知らないまま斬り殺してしまう。
ネタラエーヤンカ／米倉米子（よねくら よねこ）
声 - 冬馬由美
身長160cm以下の男は人間扱いされない白人たちの町で、高身長の男ヒニンガムの愛人になっている日本人女性。本名は米倉米子で、日本人のような顔をした白人男性との間に子どもを2人設けた。アニメ登場時は偽名のネタラエーヤンカは使われず、終始ヨネコという名で呼ばれている。日本人でありながら日本人男性を嫌悪する彼女は日本刀を夫に譲ったあと、家族を捨てて白人社会で生きていた。アニメではトチローの刀で衣服を切られ、「お前はいま死んだ。家族の前に姿を現すな」と宣告されて生き延びている。
米倉米子の夫
声 – うすいたかやす
チビは人間扱いされない白人の町の外で生活している低身長の男。日本人そっくりの外見であるが、れっきとした外国人。トチローは善意から米子を連れだして家族の元へ送り届けるが、彼女に酷い目にあわされたというトチローの苦労話を聞いた夫は、米子の首を日本刀で斬った。幼い2人の子供がいて、アニメ化の際に兄はタロ（声：園崎未恵）、妹はハナ（声：広橋涼）と名付けられたが、本人には名前がなく、おとうさんとクレジットされている。

## 書誌情報
発行元はいずれも秋田書店
TOPコミックスシリーズ
全1巻　1975年6月20日初版発行
秋田漫画文庫（旧版）
1. 1976年12月20日初版発行
2. 1977年1月20日初版発行
3. 1977年2月20日初版発行

秋田コミックスセレクト
1. 1988年3月25日初版発行 ISBN 4-253-10830-X
2. 1988年4月20日初版発行 ISBN 4-253-10859-8

秋田文庫（新版）
1. 1999年2月10日初版発行 ISBN 978-4-253-17461-9 - 表紙イラストは工藤稜、解説は藤川桂介
2. 1999年4月10日初版発行 ISBN 978-4-253-17462-6 - 解説は井上真樹夫

## テレビアニメ
2002年にアニメ化され、アニメ専門チャンネルのAT-Xで全13話が放送された。ナレーションは梁田清之が担当。視聴年齢制限付きの放送にも関わらず、原作の性的要素は大きく後退している。アニメ化にあたってトチローの生き別れの妹・雫が新たに登場し、それに伴いトチローの旅の目的も、同族に出会うことの他に妹捜しが加わった。シヌノラが所属する組織がダークマイスターと命名されており、ダークマイスターはその頂点に立つ人物名にして、組織名でもあると語られている。彼らは組織内で製造した武器を世界各地の戦争地に供給し、戦禍を拡大させている。また、武器を作る技術者を集めるために、日本人集落のイエロークリークを襲撃させ、雫をさらった。
原作と同じサブタイトル回は、大筋では原作の内容をなぞっているものの、アニメでは描きにくいセックス場面を削減するため該当部分を丸ごとカット、またはシチュエーションをソフトな内容に変更している。原作の複数エピソードを組み合わせて1話分に仕立てたり、ゲストキャラクターの役割や猥褻な固有名詞を変えるなど原作からの脚色も多い。アニメ第8話のゲストキャラ、ウタマロが｢ダークマイスター様こそ世界統一の支配者｣と、原作と違って組織の信奉者のように描かれているほか、原作では1回限りのゲストだった早撃ちの殺し屋シタルネンが、町の支配を任されているダークマイスターの幹部という大きな扱いで登場し、彼の末路も原作のそれとは変えられている。
最終話はトチロー一味とシタルネンの決闘が中心になって、原作終盤と全く異なるオリジナル展開である。雫は兄と再会を果たした後、再びさらわれてしまい、トチローは妹を救い出すべく旅を続けるラストになっている。組織の首領ダークマイスター本人は、雫をさらって行く場面で１シーンだけ姿を現すが、言葉は発しない。シヌノラはダークマイスターの内情を探るため行動していた、別の組織の二重スパイの素性が分かるシーンがある。原作ではミス・イザナミから入手した地図が手がかりとなり、多くの日本人との出会いを経てトチローがアメリカを旅立つことになるが、アニメにイザナミの地図を出さなかったこともあって、同胞探しよりもトチローと妹の再会にドラマが収斂してしまった面が否めない。
トチローを演じた山口勝平は、本作の後も『SPACE PIRATE CAPTAIN HERLOCK』、『宇宙交響詩メーテル 銀河鉄道999外伝』で引き続きトチロー役を演じている。竹本英史は『コスモウォーリアー零』以来、2回目のハーロック役だが、『宇宙交響詩メーテル 銀河鉄道999外伝』で三度ハーロックを演じた。
アニメスタッフ
- 原作、総設定、監修 - 松本零士
- 企画：今西和人
- シリーズ構成、スーパーバイザー - ドクターシリアル・西岡
- 監督 - 善聡一郎
- 音楽：元倉 宏
- 音楽プロデューサー：折本雄一
- キャラクターデザイン - 増永計介、仲田美歩
- メカデザイン：板橋克己
- 美術監督 - 土橋誠
- 音響監督 - 早瀬博雪
- アニメーション制作 - ベガエンタテイメント
- 製作 - ガンフロンティア製作委員会（AT-X、テレビ東京メディアネット、プロント、マクザム、円谷映像、ベガエンタテイメント）
- 協力：秋田書店

主題歌　
オープニングテーマ「Style」
作詞 - KAZUKI / 作曲 - MARIKI / 演奏・歌 - GRAND ZERO（Prime Direction）
エンディングテーマ「雨と賛美歌」
作詞 - 東純二 / 作曲 - 辻畑鉄也 / 編曲 - ピカソ / 歌 - 吉沢梅乃
各話リスト
| 話数 | サブタイトル                             | 脚本     | 絵コンテ        | 演出       | 作画監督       |
| ---- | ---------------------------------------- | -------- | --------------- | ---------- | -------------- |
| 1    | ガンフロンティアへの出発                 | 神尾麦   | 善聡一郎        | 善聡一郎   | 嶋津郁雄       |
| 2    | 酒のない町の崩壊                         | 神尾麦   | 島津奔          | 三宅綱太郎 | はっとりますみ |
| 3    | 大砂塵馬肉の歌                           | 神尾麦   | 鹿島典夫        | 寺本幸代   | 高橋昇         |
| 4    | 雨の殺し合い                             | 神尾麦   | 島津奔          | 吉田俊司   | 仲田美歩       |
| 5    | ガニマタ賛歌                             | 荒木憲一 | 所俊克 下田久人 | 下田久人   | 乙幡忠志       |
| 6    | 荒野のサムライサーベル                   | 荒木憲一 | 鹿島典夫        | 鹿島典夫   | 島津郁雄       |
| 7    | 幻の閨                                   | 神尾麦   | 島津奔          | 三宅綱太郎 | はっとりますみ |
| 8    | ワイルド・ウタマロ                       | 神尾麦   | 寺本幸代        | 寺本幸代   | 高橋昇         |
| 9    | ウンチシターとミダランド・シティーの血闘 | 神尾麦   | 石山タカ明      | 横田和善   | 桜井木ノ実     |
| 10   | 怒りのチビ                               | 神尾麦   | 善聡一郎        | 吉田俊司   | 仲田美歩       |
| 11   | ジャマシティのマッチロック               | 神尾麦   | 鹿島典夫        | 鹿島典夫   | はっとりますみ |
| 12   | シタルネン                               | 神尾麦   | 石山タカ明      | 三宅綱太郎 | 高橋昇         |
| 13   | 未来への足跡                             | 神尾麦   | 善聡一郎        | 善聡一郎   | 柳瀬譲二       |

放送局
| 放送地域 | 放送局 | 放送期間                | 放送日時                 |
| -------- | ------ | ----------------------- | ------------------------ |
| 日本全域 | AT-X   | 2002年3月28日 - 6月24日 | 木曜 10時00分 - 10時30分 |

ビデオソフト化
テレビアニメのDVDとVHSが並行して株式会社マクザムから発売された（DVDの販売元はパイオニアLDC株式会社）。2002年8月から11月にかけて全7巻が順次リリース。各巻2話収録で、第7巻のみ1話収録。DVD各巻にはジャケットイラスト使用のポストカード封入と、静止画による設定資料を収録している。
2003年8月に、単品7巻のトールケースをそのままセットにしたDVD-BOXが発売。新規特典として描き下ろしイラストの収納BOXと、両面印刷のシヌノラ・セクシーピンナップ・ポスターが封入された。
DVD特典映像
- VOL.1:ノンテロップOP＆ED
- VOL.2:番組宣伝スポット（3種）
- VOL.3:ビデオ用プロモーション映像
- VOL.4:松本零士インタビュー映像
- VOL.5:ホビーエキスポ2002 イベント映像
- VOL.6:海外用プロモーション映像
- VOL.7:松本零士記者発表映像、アイキャッチ（２種）、松本零士「GUN FRONTIEA」を語る

## 補足
- 東映映画『銀河鉄道999』に登場する大山トチローは、惑星ヘビーメルダーのガンフロンティア山に住んでいる。